# Peter Kozler
Peter Kozler (Koče, 16 februari 1824 - Ljubljana, 16 april 1879), ook wel Kosler, was een geograaf, jurist, ondernemer en politicus uit het Keizerrijk Oostenrijk. Hij is meest bekend om zijn geografie Zemljovid slovenske dežele in pokrajin uit 1852, waarin hij alle door Slovenen bewoonde gebieden in kaart bracht, en die in 1861 gepubliceerd werd. Het is de eerste kaart in het Sloveens.

## Biografie
Peter Kozler werd op 16 februari 1824 geboren in het gehucht Koče bij Kočevska Reka in een Gottschee-Duits gezin. Zijn vader Johann Kosler was een welvarend handelaar. Peter Kozler was in het Duits opgevoed. In 1831, toen hij zijn zeven jaar oud was, stuurde zijn moeder hem naar Jakob Jerin in Velike Lašče gestuurd die hem op zes maanden tijd Sloveens leerde, vooraleer hij naar Ljubljana naar het gymnasium trok. Voor zijn zevende en achtste jaar van zijn studies studeerde logica in Padua en fysica in Pavia. Tussen 1843 en 1846 studeerde hij rechten in Wenen, waar hij in contact kwam met andere Sloveensgezinden zoals Franz Miklosich en zich aansloot bij de vereniging "Slovenija", waar hij later ook bestuurslid van was. In 1848 legde hij succesvol zijn advocatenexamen af. Hij werkte tot 1849 in Wenen, toen hij naar Küstenland trok voor zijn staatsdienst in Rovinj, Labin, Vodnjan, Pazin, en Gorizia.
In januari 1853 had Anton Knorr de kopergravure afgewerkt voor zijn kaart van alle Sloveense gebieden, een idee dat Kozler had gekregen na de Maartrevolutie in Wenen in 1848 met als doel een Sloveens nationaal bewustzijn op te wekken. De gravure werd echter geconfisqueerd door de Oostenrijkse krijgsraad en die klaagde Kozler aan voor verstoring van de openbare orde. Mei 1853 werden de goederen teruggegeven en het onderzoek gestaakt. Kozler werd echter wel gedegradeerd in 1854 en naar Triëst gestuurd. Rond 1856/1857 trad hij uit de staatsdienst en werkte tot 1863 als notaris in Sežana. Op 8 juni 1861, twee jaar na het einde van Alexander von Bachs neo-absolutistische periode en het ministerie van Binnenlandse Zaken het verbod ophief, werden de kaarten van Kozler alsnog gepubliceerd en raakten snel uitverkocht. Er verschenen nog twee edities.
Na de dood van zijn vader nam hij diens handelsbedrijf over in Wenen. Samen met zijn broers en zussen Johann jr., Josef en Maria  richtte hij in 1864 de grootste brouwerij in Krain op, Brouwerij Union, die in mei 1867 in werking ging. In 1866 kochten ze van de familie Pagliaruzzi het Cekinslot aan de oostkant van het park Tivoli, waarin vandaag het Museum voor Hedendaagse Geschiedenis is ondergebracht. Hij was medeoprichter van het mijnbedrijf Trbovljska Družba en van het bouwbedrijf Kranjska Stavbna Družba. Hij was ook ondervoorzitter van Slovenska matica en de Boerenbond uit Krain.
In 1867 werd hij verkozen tot de landsraad van Krain als kandidaat van de Volkspartij (Narodna stranka). In 1873 vertegenwoordigde hij de Jongslovenen in de verkiezingen voor de rijksraad, maar verloor van de conservatieve kandidaat van de Oudslovenen graaf Josef Anton Barbo-Waxenstein. In 1878 trok hij zich terug uit de politiek.
Kozler stierf op 16 april 1879 te Ljubljana. Hij ligt begraven op het kerkhof van Žale.

## Politieke ideeën
Ondanks zijn Duitstalige achtergrond was Kozler een Sloveens nationalist en kwam hij op voor de rechten van de Slovenen en het Sloveens. Hij was de eerste die zijn politieke ideeën onderbouwde met statistieken, die hijzelf publiceerde. In 1848 schreef hij in de Allgemeine slawische Zeitung zijn onderzoek naar de parochies in Stiermarken en Karinthië waarin hij de taalgrens tussen het Duits en het Sloveens bepaalde. Later deed hij ook onderzoek naar Slovenen in Hongarije, de taalgrenzen tussen de Joegoslavische volkeren en de taalgrens tussen het Italiaans en het Sloveens.
Kozler pleitte voor het Sloveens als officiële taal in de administratie en bekritiseerde hij zijn tijdgenoot en politicus Mihael Ambrož voor zijn bepleit voor het Duits als parlementaire taal. Hij uitte veel kritiek op linksen in de Oostenrijkse rijksraad voor hun wens om de Duitstalige gebieden af te scheuren en bij Duitsland te voegen. In zijn werk Das Programm der Linken des osterreichischen Reichstages : mit Rucksicht auf Slovenisch- und Italienisch-Oesterreich bekritiseerde hij ook de plannen van links om Zuid-Tirol, de streek rond Gorizia, Istrië en Dalmatië onder te brengen in een Italiaanse politieke eenheid onder een (democratische) Oostenrijkse monarchie. Kozler meende dat Krain, de Sloveense delen van Karinthië en Stiermarken en de arrondissementen Gorizia en Istrië ondergebracht moesten worden in een Sloveense eenheid, waarbij Triëst een aparte Italiaanse eenheid zou vormen.

## Privéleven
Kozler trouwde in 1855 te Triëst met Marija Zorman. Het echtpaar kreeg vijf kinderen.